# Eleocharis aestuum
Eleocharis aestuum là loài thực vật có hoa trong họ Cói. Loài này được D.M.Hines ex A.Haines mô tả khoa học đầu tiên năm 2001.